# Animal Planet
Animal Planet – kanał telewizyjny, który rozpoczął nadawanie 1 października 1996 w Stanach Zjednoczonych. W Europie rozpoczął nadawanie 1 lipca 1997 r. w Wielkiej Brytanii. Obecnie stacja dostępna jest w 70 krajach na całym świecie. Kanał był wspólnym przedsięwzięciem Discovery Communications oraz BBC, lecz w listopadzie 2010 Discovery stało się jego wyłącznym właścicielem. Emituje głównie programy dokumentalne o zwierzętach i przyrodzie.

## Logo
| Lata                                                                           | Opis | Logo |
| ------------------------------------------------------------------------------ | --- | ---- |
| 1 październia 1996 - 8 czerwca 2006 13 października 1997 - 8 czerwca 2006      | Kula ziemska z logotypu Discovery, zielony prostokąt z wyciętym słoniem, a pod spodem zielony stylizowany napis „Animal Planet” i jasnozielona linia.                                                                                               |      |
| 9 czerwca 2006 - 30 września 2008                                              | Kula ziemska z logotypu Discovery, ciemnozielony prostokąt z wyciętym słoniem, a pod spodem jasnozielony prostokąt z białym stylizowanym napisem „Animal Planet”.                                                                                   |      |
| 1 października 2008 - 31 stycznia 2015 1 października 2008 - 24 listopada 2018 | Duża litera „A” z lewej strony, która tworzy zielony i czarny napis „ANIMAL”, tyle że litera „M” jest przywrócona na prawy bok jest jasnozielona, różowa, żółta i turkusowa, a pod spodem jest ciemnozielony, jasnozielony i czarny napis „PLANET”. |      |
| od 25 listopada 2018                                                           | Niebieski słoń, pod nim czarny napis „animal planet”. |      |

## Animal Planet Polska
W Polsce Animal Planet uruchomiony został 8 września 1997. Wtedy do przekazu analogowego kanału na satelicie Hot Bird dodano polską ścieżkę dźwiękową. Od samego początku nadawał programy dokumentalne poświęcone zwierzętom i dzikiej przyrodzie. Nadawana ramówka kanału tworzona jest specjalnie na potrzeby polskiego rynku wersji stacji. 9 września 2009 nadawanie w Polsce rozpoczął drugi kanał bazujący na tej marce - kanał Animal Planet HD, który od samego początku różnił się emitowaną ramówką. W lutym 2012 Animal Planet stało się producentem książek Niepojęty świat zwierząt.
W IV kwartale 2014 roku ogłoszono, iż kanał Animal Planet zostanie zastąpiony od 1 lutego 2015 roku nowym kanałem rozrywkowo-filmowym Discovery Life. Zmiany nie dotyczą Animal Planet HD, który pozostaje w dotychczasowej formule. Dwugodzinny blok programowy zapowiadający start Discovery Life pojawił się na Animal Planet 12 stycznia 2015 roku i będzie nadawany do całkowitego przekształcenia stacji.

### Wybrane programy z ramówki
- Upiorne robale
- Dzikość bez cenzury
- Ostry dyżur dla zwierząt
- Na ratunek przyrodzie
- O psach, kotach i innych pupilach
- Wszystko o psach
- Wszystko o kotach
- Królestwo gepardów
- Szalone safari
- Wyjątkowe psy
- Pokochaj koty
- Najdziksza Afryka
- Dziwaczne stworzenia
- Szalony zwierzyniec
- Łowca krokodyli
- Na szlaku z Jeffem Corwinem
- Dzika natura z Jeffem Corwinem
- Wyprawy Corwina
- Walka o przetrwanie
- Życie zwierząt
- Rekordy zwierząt
- Pory roku z Adamem Wajrakiem
- Sztuka adaptacji
- Przedziwny świat owadów
- Gdy zapada zmrok
- Wybryki ewolucji
- Rezydencja surykatek
- Ulica lemurów
- Życie na krawędzi
- Z rodziną wśród zwierząt
- Wojny o wieloryby
- Na tropie Wielkiej Stopy